# Tiglieto
Tiglieto (ligur nyelven O Tilieto, helyi ligur nyelvjárásban Tijé) település Olaszországban, Liguria régióban, Genova megyében. Lakosainak száma 473 fő (2023. január 1.). Tiglieto Campo Ligure, Genova, Masone, Molare, Ponzone, Rossiglione, Sassello és Urbe községekkel határos.

## Népesség
A település lakossága az elmúlt években az alábbi módon változott:
| Lakosok száma | 537  | 538  | 473  |
|               | 2017 | 2018 | 2023 |